# 15e division de fusiliers
Pour les articles homonymes, voir 15e division.
La 15e division de fusiliers (en russe : 15-я стрелковая дивизия) est une unité d'infanterie de l'Armée rouge pendant la guerre civile russe, la Seconde Guerre mondiale et la guerre froide. Créée en 1919, elle devient en 1945 une unité d'infanterie mécanisée, jusqu'à sa dissolution en 1992. Ses traditions sont reprises jusqu'en 2009 par une base de stockage de matériel de l'Armée de terre russe.

## Historique

### Guerre civile russe
La division est créée le 30 juin 1918 sous le nom de division révolutionnaire d'Inza à partir de la division de fusiliers lituanienne (ru),. Le 18 avril 1919 (ou dès décembre 1918), elle est renommée 1re division de fusiliers d'Inza.
Le 30 avril 1919, elle prend le nom de 15e division de fusiliers d'Inza puis le 5 janvier 1921 de 15e division de fusiliers du Syvach.

### Entre-deux-guerres
La division est décorée l'ordre du Drapeau rouge du Travail de la RSS d'Ukraine le 5 mai 1921 pour sa participation à une campagne d'agriculture dans la région de Nikolaïev.
La division reçoit l'ordre du Drapeau rouge en décembre 1921 et le drapeau rouge révolutionnaire honoraire (ru) le 29 février 1928. Elle est décorée de l'ordre de Lénine le 10 janvier 1936,.

### Seconde Guerre mondiale
En septembre 1939, la division est renommée 15e division motorisée. Elle participe en juin 1940 à l'invasion de la Bessarabie.
Au déclenchement de l'opération Barbarossa, l'invasion allemande de l'URSS, la 15e division motorisée fait partie du 2e corps mécanisé, en position dans le district militaire d'Odessa. Elle est retransformée en 15e division de fusiliers le 6 août 1941. Elle est décorée de l'ordre de Souvorov, 2e classe, le 10 juillet 1944 pour la libération de Minsk, Stolbtsy, Gorodeïa et Nesvij. Elle reçoit le titre honorifique Штеттинская (Chettinskaïa), de Stettin, après la prise de cette ville de Poméranie.

### Guerre froide
Au printemps 1946, elle est renommée 26e division mécanisée (numéro d'unité militaire ) et rejoint en république socialiste soviétique d'Arménie la 7e armée combinée de la Garde du district militaire transcaucasien,,. En garnison à Kirovakan, elle est renommée 100e division de fusiliers motorisés le 25 juin 1957 puis 15e division de fusiliers motorisés le 11 janvier 1965.

### Traditions au sein de l'Armée de la fédération de Russie
En septembre 1992, la division est dissoute et ses traditions sont reprises, au sein des nouvelles forces armées de la fédération de Russie, par la 6063e base de stockage de matériel et d'équipement des troupes de fusiliers motorisés, formée par renommage de la 5209e base de stockage de matériel et d'équipement (ex91e division de fusiliers motorisés), installée à Nijneoudinsk,. Cette base est dissoute en 2009.